# Eugerda intermedia
Eugerda intermedia is een pissebed uit de familie Desmosomatidae. De wetenschappelijke naam van de soort is voor het eerst geldig gepubliceerd in 1936 door Hult.